# Restless Breed
Restless Breed è il quarto album dei Riot, gruppo heavy metal statunitense.

## Il disco
Uscito nel 1982, Restless Breed è il primo album della band statunitense Riot con alla voce Rhett Forrester (1956 - 1994) subentrato al cantante originale Guy Speranza.
Oltre ad un ispirato songwriting, degna di nota è proprio la particolare ed istrionica voce di Forrester in grado di conferire alle composizioni un suono marcatamente più aggressivo, rispetto a quello degli album precedenti, senza per questo snaturarne i contesti melodici.
L'album include la cover "When I Was Young" degli Animals qui riproposta in versione heavy metal.
Le edizioni in CD di Restless Breed, pubblicate da High Vaultage e successivamente da Metal Blade, includono come materiale aggiuntivo l'EP dal vivo Riot Live, anch'esso del 1982, che comprende le seguenti canzoni: "Hard Lovin' Man", "Showdown", "Loved by You", "Loanshark", "Restless Breed", "Swords and Tequila".

## Tracce
1. Hard Lovin' Man – 2:48
2. C.I.A. – 3:43
3. Restless Breed – 5:11
4. When I Was Young – 3:25
5. Loanshark – 4:10
6. Loved by You – 5:37
7. Over to You – 3:42
8. Showdown – 3:49
9. Dream Away – 3:43
10. Violent Crimes – 2:30

## Formazione
- Rhett Forrester - voce
- Mark Reale - chitarra
- Rick Ventura - chitarra
- Kip Lemming - basso
- Sandy Slavin - batteria